# Охридско-Стружка македонска ударна бригада
Охридско-Стружка македонска ударна бригада е комунистическа партизанска единица във Вардарска Македония, участвала в така наречената Народоосвободителна войска на Македония.
Създадена е в началото на септември 1944 година в охридското село Велмей. Командир на бригадата от септември до 29 октомври 1944 е Стево Върбица. Повечето от партизаните в бригадата са невъоръжени. На 6 октомври голяма част от броя влизат в шеста македонска ударна бригада, а останалите заминават за Горно Врановци да получат оръжие. Общият брой на бригадата е 520 души, като само 20 от тях са въоръжени. В село Велмей към тях се присъединяват и избягали от немски плен съветски войници. Акциите на бригадата включват диверсии на пътя Охрид-Струга. На 3 октомври 1944 бригадата напада Струга. С наредба на щаба на четиридесет и осма македонска дивизия на НОВЮ е разформирована на 29 октомври 1944 година като състава и влиза в първа македонска ударна бригада и петнадесета македонска ударна бригада